# Filips van Chieti

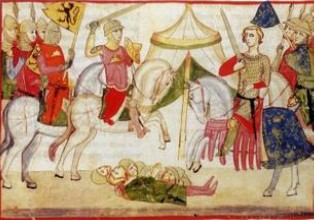
Slag bij Pevelenberg uit het boek Nuova Cronica

Filips van Chieti ook gekend als Filips van Dampierre (circa 1263 - november 1308) was graaf van Chieti en Loreto en van 1303 tot 1305 tijdens de Vlaamse Opstand tegen de Franse koning regent van het graafschap Vlaanderen. Hij behoorde tot het huis Dampierre.

## Levensloop
Filips was het achtste en jongste kind van Gwijde van Dampierre, graaf van Vlaanderen, uit diens huwelijk met vrouwe Mathilde van Béthune.
Hij was voorbestemd voor een kerkelijke loopbaan en volgde hiervoor studies in Parijs. Hij ontmoette er Karel van Anjou, broer van koning Lodewijk IX van Frankrijk en vanaf 1266 koning van Napels. Filips volgde hem naar Zuid-Italië en trad in de militaire dienst van de Angevijnen. In 1284 huwde hij met Mathilde van Courtenay (1254-1303), dochter en erfgename van Rudolf van Courtenay, die door Karel van Anjou tot graaf van Chieti en Loreto was benoemd als verdienste voor zijn aandeel in de verovering van Napels.
Filips leidde als graaf van Chieti en Loreto een goed leven in Italië. In 1290 steunde hij Karel van Anjou in de strijd tegen het koninkrijk Aragón. Als dank voor zijn inzet kreeg hij ook het graafschap Teano toegewezen. Toen in 1302 het nieuws van de Vlaamse overwinning in de Guldensporenslag binnenkwam, kreeg Filips van Karel van Anjou de toelating om terug te keren naar het graafschap Vlaanderen. Hierdoor moest hij echter zijn Italiaanse titels afstaan.
In 1303 was Filips terug in het graafschap Vlaanderen. Hij nam onmiddellijk het regentschap over Vlaanderen over van zij jongere halfbroer Jan I van Namen, aangezien zijn vader en twee oudere broers in Franse gevangenschap verbleven. Een van zijn eerste daden als regent was zijn poging om nieuwe Vlaamse bisdommen te stichten. De bestaande bisdommen Atrecht, Kamerijk en Doornik stonden namelijk onder de invloed van Frankrijk en hadden heel wat Vlaamse edelen geëxcommuniceerd in de hoop hun verzet te kraken. Om dit te verwezenlijken stuurde Filips een verzoek naar paus Bonifatius VIII, goed wetende dat die in conflict was met koning Filips IV van Frankrijk over de bul Unam Sanctam. Tevergeefs echter, aangezien de paus niet veel later overleed.
Op 18 augustus 1304 lanceerde Filips IV een nieuwe aanval op het graafschap Vlaanderen, een week na de Vlaamse nederlaag in de Slag bij Zierikzee, waarbij een van de leiders van de Guldensporenslag halfbroer Gwijde van Namen werd gevangengenomen en een andere leider, Jan III van Renesse, op de vlucht uit Utrecht na het verlies bij Zierikzee op 16 augustus bij de oversteek van de Lek verdronk. Filips van Chieti nam het commando over een groot Vlaams leger op zich en probeerde de Franse invasie te stoppen bij de Slag bij Pevelenberg, die voor de Vlamingen uitdraaide op een militair gelijkspel.
Op 23 juni 1305 werd het voor de Vlamingen financieel nadelige Verdrag van Athis-sur-Orge ondertekend en kwam zijn oudere broer Robrecht III van Vlaanderen terug vrij. Filips stond het regentschap af aan zijn broer en keerde terug naar Italië, waar hij met zijn tweede echtgenote Pérenelle de Milly en hun drie kleine kinderen in armoede leefde. Filips van Chieti overleed in november 1308 en werd bijgezet in Napels.

## Voorouders
| Voorouders van Filips van Chieti (1263-1308) | Voorouders van Filips van Chieti (1263-1308)                                        | Voorouders van Filips van Chieti (1263-1308)                                        | Voorouders van Filips van Chieti (1263-1308)                                        | Voorouders van Filips van Chieti (1263-1308)                                        | Voorouders van Filips van Chieti (1263-1308)                          | Voorouders van Filips van Chieti (1263-1308)                          | Voorouders van Filips van Chieti (1263-1308)                          | Voorouders van Filips van Chieti (1263-1308)                          |
| -------------------------------------------- | ----------------------------------------------------------------------------------- | ----------------------------------------------------------------------------------- | ----------------------------------------------------------------------------------- | ----------------------------------------------------------------------------------- | --------------------------------------------------------------------- | --------------------------------------------------------------------- | --------------------------------------------------------------------- | --------------------------------------------------------------------- |
| Overgrootouders                              | Gwijde II van Dampierre (?-1216) ∞ Mathilde I van Bourbon (1165-1228)               | Gwijde II van Dampierre (?-1216) ∞ Mathilde I van Bourbon (1165-1228)               | Boudewijn I van Constantinopel (1171-1205) ∞ Maria van Champagne (1174-1204)        | Boudewijn I van Constantinopel (1171-1205) ∞ Maria van Champagne (1174-1204)        | Willem II van Béthune (?-1214) ∞ Machteld van Dendermonde (?-1224)    | Willem II van Béthune (?-1214) ∞ Machteld van Dendermonde (?-1224)    | Arnaud de Morialmez ∞ Elisabeth van Morialmez                         | Arnaud de Morialmez ∞ Elisabeth van Morialmez                         |
| Grootouders                                  | Willem II van Dampierre (1196-1231) ∞ 1223 Margaretha II van Vlaanderen (1202-1280) | Willem II van Dampierre (1196-1231) ∞ 1223 Margaretha II van Vlaanderen (1202-1280) | Willem II van Dampierre (1196-1231) ∞ 1223 Margaretha II van Vlaanderen (1202-1280) | Willem II van Dampierre (1196-1231) ∞ 1223 Margaretha II van Vlaanderen (1202-1280) | Robrecht VII van Béthune (1200-1248) ∞ Johanna van Bailleul           | Robrecht VII van Béthune (1200-1248) ∞ Johanna van Bailleul           | Robrecht VII van Béthune (1200-1248) ∞ Johanna van Bailleul           | Robrecht VII van Béthune (1200-1248) ∞ Johanna van Bailleul           |
| Ouders                                       | Gwijde van Dampierre (1226-1305) ∞ 1246 Mathilde van Béthune (?-1263)               | Gwijde van Dampierre (1226-1305) ∞ 1246 Mathilde van Béthune (?-1263)               | Gwijde van Dampierre (1226-1305) ∞ 1246 Mathilde van Béthune (?-1263)               | Gwijde van Dampierre (1226-1305) ∞ 1246 Mathilde van Béthune (?-1263)               | Gwijde van Dampierre (1226-1305) ∞ 1246 Mathilde van Béthune (?-1263) | Gwijde van Dampierre (1226-1305) ∞ 1246 Mathilde van Béthune (?-1263) | Gwijde van Dampierre (1226-1305) ∞ 1246 Mathilde van Béthune (?-1263) | Gwijde van Dampierre (1226-1305) ∞ 1246 Mathilde van Béthune (?-1263) |